# III. Lajos keleti frank király
III. Lajos vagy Ifjabb Lajos (németül: Ludwig III der Jüngere), (830 k. – 882. január 20.) keleti frank király a Szász részkirályságban 876-tól haláláig. Elhódította Lotharingiát a nyugati frankoktól, megalapozva a német befolyást e területen.

## Korai évei
Német Lajos és Altdorfi Emma második fiaként született. Fiatal korában Ifjabb Lajos a keleti obodritok elleni katonai akciókban jeleskedett 858–862 között.
854-ben, az aquitániai nemesek látogatásakor Kopasz Károllyal és II. Pipinnel szemben, illetve édesapja és unokatestvére Károly mainzi érsek csábítására egy sereg élén átkelt Galliába azzal a szándékkal hogy megszerezze Aquitánia trónját. Pippin azonban megszökött a börtönből, és visszatérésekor az aquitániaiak nem támogatták tovább Lajost, aki Limoges-ig jutott el, mielőtt visszafordult volna.
Hazatérve Lajos egyre szorosabbra fűzte kapcsolatát a nemesekkel és ezáltal mindinkább független lett édesapjától. Lefoglalta magának Adélard gróf leányát és 865-ben testvérével, Kövér Károllyal, együtt fellázadt Német Lajos ellen. Ez a lázadás végül is csak levélben történt meg. Még a nyílt összecsapások előtt Német Lajos kibékült fiaival, ám arra kényszerült hogy felossza területeit fiai között. Karlmann már 864-ben megkapta Bajorországot, most Lajos megszerezte Szászországot, Türingiát és Frankföldet, Károly pedig Alemanniát és Raetiát.
869-ben Lajos elvette Liutgardot, Liudolf osztfáliai gróf lányát, Aschaffenburgban. Liutgard akaratos és ambiciózus asszony volt és később arra sarkallta férjét hogy nagyratörő célokat tűzzön ki maga elé. Ez a fejlemény fokozta a széthúzást apa és fia között és 871-ben és 873-ban Lajos fellázadt, de mindkét alkalommal kiegyezett az édesapjával.

## Trónra lépése
Édesapja halála után – a 856-os szerződés értelmében – Szászországot, Thüringiát és Frankóniát örökölte meg, mint rex Francorum (a Frankok királya). Lajos igyekezett magát édesapja jogos örökösének feltüntetni, így annak halála után rögtön nagyszabású temetést rendezett neki a Lorsch apátságban a saját területein, hogy hangsúlyozza elsőségét fivéreivel szemben. Ezentúl meg tartotta apja tanácsadóját, Liutbert mainzi érseket is. Lajos és fivérei egymástól függetlenül, de mégis együttműködve kormányozták királyságaikat, bárminemű fegyveres konfliktus nélkül.

### LotaringiaésBajorországmegszerzése
Lajos hatalmát azonban folyamatosan fenyegette Kopasz Károly, aki megpróbálta elfoglalni Lotaringia keleti felét és talán unokaöccsét is befolyása alá akarta vonni. Lajos hadat üzent vakmerő nagybátyjának és 876. október 8-án Andernachnál le is győzte a sokszorta nagyobb nyugati-frank seregeket. A nyugati-frank sereg mind egységében, mind taktikájában sikeresebbnek bizonyult. Maga az ifjú király is katonái fehér köpenyébe öltözött, így seregeivel úgy tűntek fel mint a halál szellemeinek hordái.
Bár mindenhol úgy ismeri a történelem mint Szászország királyát, sohasem látogatott el hivatalosan Szászországba, mivel más területeivel törődött.

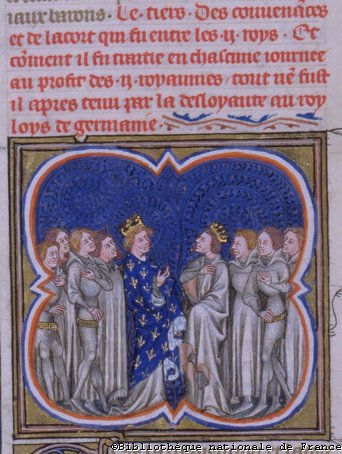
878 novemberében Fouron-ban III. (Ifjabb) Lajos szövetségre lép II. (Hebegő) Lajossal

877 végén a fivérek ismét összegyűltek, hogy megvitassák Lotaringia egyes részeinek adminisztrációját. Miután Karlmann feladta saját követeléseit, a birodalom Károly és Lajos között oszlott meg, akik 878 szeptemberében újra találkoztak Alsatiában. Miután Karlmann 879-ben egy roham miatt alkalmatlanná vált az uralkodásra, Lajost jelölte meg utódjának Bajorországban. Ezt Lajos egy évvel később fogadta el, amikor bátyja elhunyt.
Kopasz Károly halála után Lajos szövetségre lépett nagybátyja utódjával, Hebegő Lajossal 878 novemberében Fouron-ben, közel Liège-hez. Az unokatestvérek ígéretet tettek egymás területeinek tiszteletben tartására és ez utódaikra is vonatkozott. A szerződés hamarosan próbára is került, amikor 879 áprilisában Hebegő Lajos meghalt. A nyugati nemesek elküldték Joscelin apátot, hogy hívja meg Ifjabb Lajost a nyugati-frank trónra. Amíg felesége, Luitgard, azt javasolta hogy legyen figyelmes, Lajos elfoglalta a Nyugati Frank Királyságot. Verdunig vonult, de miután az új királyok, III. Lajos és Karlomann átengedték Lotaringia rájuk eső részét, Lajos visszavonult. 880 februárjában ez a változás hivatalossá is vált a Ribemont-i szerződésben, amit St Quentinhez közel kötöttek. Ez a szerződés meghatározta a két királyság határát, mely a 14. századig nem is változott.

### Burgundia kérdése
879-ben Boso, Vienne grófja az egykor I. Lothár fiának, Károlynak a tartományához tartozó Alsó-Burgundiát (Provence-t) a szaracén támadások elleni védelem hatékonyabb megszervezése érdekében a saját királyságává alakította. Boso ellen 880-ban hadba indult Karlmann és III. Lajos nyugati frank király, de Ifjabb Lajos és Vastag Károly is részt vett a vállalkozásban. Miután azonban Károly a császári korona igézetében, Ifjabb Lajos a normannok miatt kiszállt a hadjáratból, Vienne ostroma sikertelen maradt. Ezzel a Nagy Károly-i birodalom területén megszülető első nem Karoling királyság életben maradhatott.

### Viking portyák és Lajos halála
879 nyara óta a vikingek fokozott erővel támadták a frank területeket és alkalmanként mélyen be is hatoltak a szárazföldbe. Lajos királysága volt a leginkább fenyegetve a nyugati frankok után. 880 februárjában Lajos meglepett és legyőzött egy normann sereget a Thimeoni csatában (közel a mai Charleroi-hoz). Fia, Hugó, azonban elesett a csatában. Lajos kiűzte a normannokat Nijmegen királyi területeiről, amit addig az uralmuk alatt tartottak. Ugyanebben a hónapban egy szász sereg Bruno herceg, a király sógorának, vezetésével vereséget szenvedtek Hamburgnál. Bruno és sok nemes elesett. A thimeoni győzelem is jól illusztrálta, hogy egy vereség nem állítja meg a vikingeket.
A 881-ben nyugaton III. Lajostól elszenvedett saucourt-i vereségüket követően a vikingek újra Lotharingiára zúdúltak. Felégették Lüttichet, Kölnt, kirabolták Aachent. Szerencsétlenségére a király ugyanebben az évben megbetegedett. Sereget gyűjtött a vikingek ellen, és készült a támadásra, de ebben megakadályozta a halál. Édesapja mellé temették el a lorschi bencés apátságba. Luitgard egyetlen fiút szült férjének, akit Lajosnak kereszteltek el (877-879) és egy lányt, Hildegardot (878–895). Ifjabb Lajosnak ezen kívül volt egy törvénytelen fia is, Hugó. Mivel nem hagyott hátra utódot területeit fivére, Károly örökölte, aki így egyesíthette az egész Keleti Frank Birodalmat.

### Kapcsolata a nemességgel
Édesapjával ellentétben Ifjabb Lajos jobban szerette az uralkodói érdekellentéteket elsimítani és elkerülni a konfrontációt a nemességgel. Sikeres családi kapcsolataival is nagy előnyre tett szert. Például a Szász-házzal felesége révén, akik később örökölték a német királyi és császári címet. Lajos többnyire a Rajna vidékén tartózkodott, elkerülve Szászországot és keleti határait. Kétszer látogatott el Bajorországba, de annak kormányzását többnyire unokaöccsére, Karlmann törvénytelen fiára, Arnulf karintiai hercegre hagyta.

## Gyermekei
- Lajos első felesége nem ismert,[5] egy gyermeket hagyott hátra maga után:
  - Hugó[5] (850 k. – 880 februárja)
- Második felesége, a Szász Liutgard két gyermeket szült Lajosnak:[5]
  - Lajos[5] (877 – 879 decembere)
  - Hildegárd[5] (878/881 – 895. március 3. vagy 931[?])